# 法式沙拉醬
法式沙拉醬，在美國面向消費者的美國飲食和商店購買的產品中，法式沙拉醬是一種奶油沙拉醬，顏色從淡橙色到鮮紅色不等。它由食用油、醋、食糖和其他調味劑製成，其色素來自番茄，通常是辣椒粉。它存在於俄式沙拉醬和卡塔利娜醬之間。
在19世紀，法式沙拉醬是油醋汁的代名詞，這仍然是美國專業烹飪行業使用的定義。從20世紀初開始，美國的“法式沙拉醬”食譜經常在香醋中添加其他調味料，包括伍斯特醬、洋蔥汁、番茄醬、糖和塔巴斯科辣椒酱，但保留了這個名稱 。到1920年代，瓶裝法式沙拉醬被稱為“Milani 1890年法式沙拉醬”，但當時尚不清楚它是否包括番茄醬。顏色為橙色到紅色來自使用辣椒粉和西紅柿 。法式沙拉醬通常呈淡橙色和奶油色，而“卡塔利娜法式沙拉醬”則呈鮮紅色，奶油味較少。
美國常見的法式沙拉醬品牌有：Annie's、Bernstein's、Dorothy Lynch、亨氏、Ken's、Kraft、Newman's Own、Marzetti、Wish-Bone。

## 規定
在美國，法式沙拉醬受聯邦標準控管。1950年至2022年間，美國食品藥物管理局對法國沙拉醬進行了規範，對植物油、醋、檸檬或酸橙汁、鹽、糖、番茄醬或果泥以及精選香料有嚴格要求。2022年1月12日，美國食品藥物管理局撤銷了身份標準，在美國，成分可以由製造商選擇。
在加拿大，食品、藥品法的食品和藥品條例規定，法式沙拉醬必須使用植物油、醋和檸檬汁的組合製備，並且最終產品必須含有至少35%的植物油。